# Tássia Silva
Tássia Sthael Teodoro Silva (ur. 3 czerwca 1988 w Belo Horizonte) – brazylijska siatkarka, grająca na pozycji libero, reprezentantka kraju.

## Sukcesy klubowe
Mistrzostwo Brazylii:
- 2016
- 2017

Klubowe Mistrzostwa Ameryki Południowej:
- 2017

Puchar Brazylii:
- 2018

Mistrzostwo Rumunii:
- 2021

## Sukcesy reprezentacyjne
Letnia Uniwersjada:
- 2011
- 2013